# Ilgen-Nur

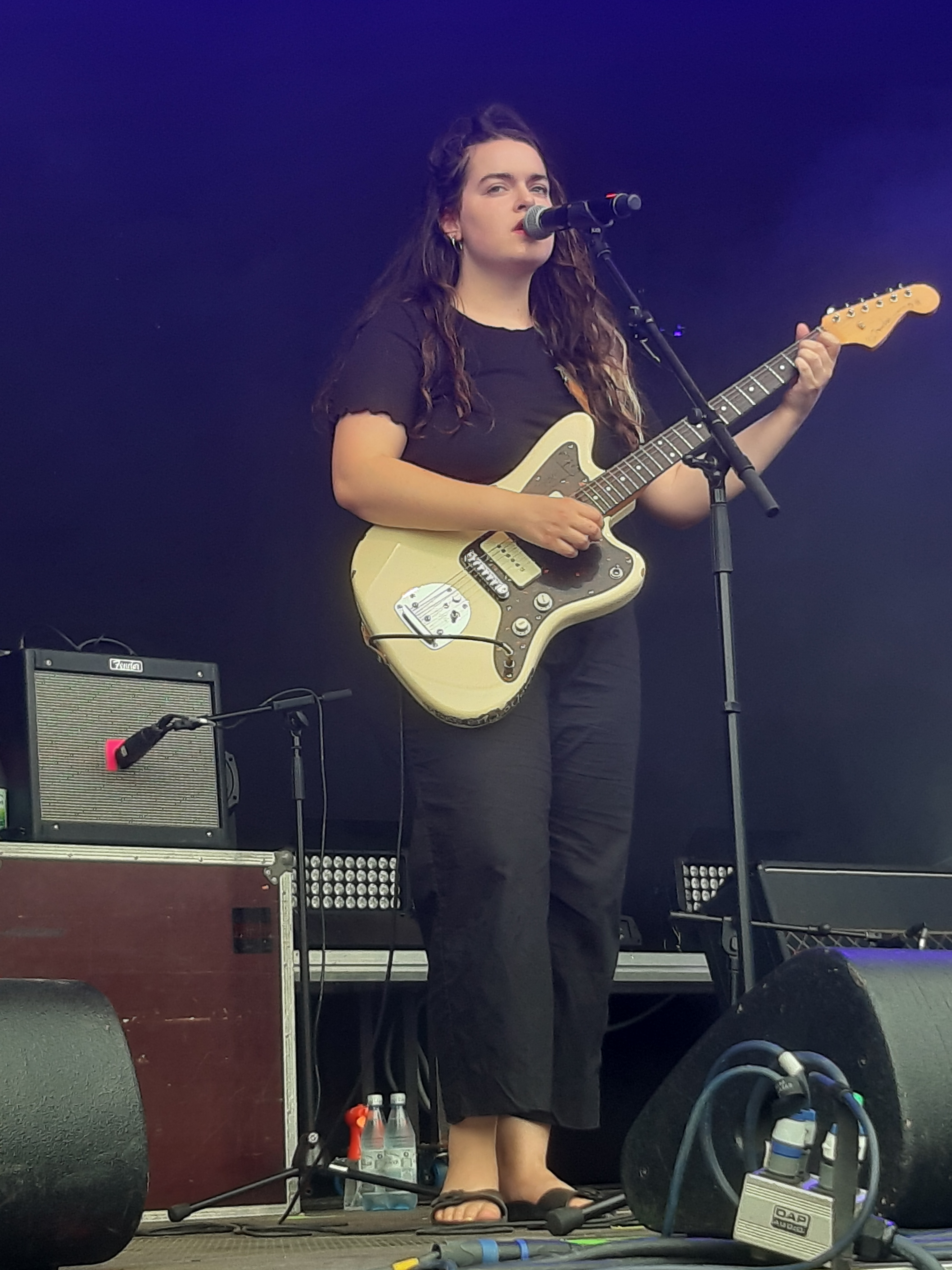
Ilgen-Nur beim Heimspiel Knyphausen am 26. Juli 2019

Ilgen-Nur (geboren am 10. Februar 1996 in Kirchheim unter Teck, bürgerlich Ilgen-Nur Borali) ist eine deutsche Musikerin.

## Leben
Ilgen-Nur wuchs in Wendlingen am Neckar auf. Ihre musikalische Sozialisation innerhalb einer typischen Arbeiterfamilie, in der hauptsächlich türkische Musik gespielt wurde, fand über MTV und VIVA statt. Mit 11 Jahren lernte sie Klavier, mit 16 Gitarre spielen und veröffentlichte bald erste Coversongs auf YouTube. 2015 zog sie nach Hamburg. Als nicht mehr genügend Geld für die Miete übrig blieb, setzte sie sich damit auseinander, was sie mit ihrem Leben eigentlich anstellen möchte – die Grundlage für ihre EP war geschaffen. Aufgenommen und produziert wurde No Emotions von Max Rieger, Schlagzeug, Gitarre und Bass spielte Paul Pötsch von Trümmer, der dem Bandprojekt Ilgen-Nur als Gitarrist erhalten blieb. Ihrem Ruf, die neue deutsche Slacker-Queen zu sein, steht Ilgen-Nur ambivalent gegenüber und bemerkte, dass man als Musikerin schon auch „den Arsch hochkriegen und Songs schreiben und Konzerte spielen“ muss. 2017 unterstützte sie Kele Okereke von Bloc Party bei dessen Soloauftritten. 2018 ging sie als Opener mit Tocotronic auf Tour.
Als Band ist Ilgen-Nur mit Paul Pötsch an der Gitarre, Laurens Bauer am Bass und Simon Starz am Schlagzeug unterwegs. 2019 spielte sie unter anderem auf dem Heimspiel Knyphausen, dem Lollapalooza, der c/o Pop und dem Haldern Pop Festival, brachte ihr Debüt-Album Power Nap heraus und zog nach Berlin.

## Musikalische Einflüsse
Ilgen-Nur schreibt Songtexte über die Ängste, Probleme und Gedanken im Leben einer Anfang 20-jährigen in englischer Sprache, die Musik ist von der Lo-fi-Szene geprägt. Die Zeitschrift Musikexpress charakterisiert ihren Stil als gitarrenlastigen Indiepop irgendwo zwischen Kate Nash und Courtney Barnett. Über ihre musikalischen Wurzeln sagt sie selbst: „Ich hatte aber tatsächlich einen sehr einschlagenden Moment, als ich die CD Made of Bricks von Kate Nash gehört habe. Ich habe das Album mit zehn oder elf Jahren komplett durchgehört und mir war klar, dass ich auch Musik machen will. Das war so mein Moment, glaube ich.“

## Rezeption
Das Debüt-Album Power-Nap „wurde als eins der Alben des Jahres“ 2019 bezeichnet und stieß auf positive Kritiken:
- „Ihre Songs sind das Lässigste, was man in der letzten Zeit in der deutschen Indieszene gehört hat.“ (Tagesspiegel)[2]
- „Kaum jemand fasst den Seelenzustand dieser Generation auf dem Weg in ihre Dreißiger, nennen wir sie „Z“, in solch wohl gedrechselte, aber dennoch lakonische und vor allem poetische Zeilen.“ (Musikexpress)[10]
- „Der Titel [Power Nap] verweist auf einen kurzen Mittagsschlaf, der schnell die Leistungsfähigkeit steigern soll. Der Name steht damit fast im Gegensatz zum Sound der Platte, der zwar druckvoll, dabei aber auch sehr lässig ist.“ (NDR Info, Nachtclub & Nightlounge)[11]
- „Bettdeckenweicher Gitarrenpop mit Referenzen an Shoegaze, Noise und eine gewisse Surfigkeit, das Beste von den 90ern bis jetzt und so eingängig wie ein Sonntagmorgen, gegen den man sich nicht wehren kann: »Honey, I’m butter on toast«.“ (Visions)[9]
- „Ilgen-Nur Borali [...] hat zwei Jahre und eine Kassette gebraucht, um von der Schlafzimmermusikerin zu der Songwriterin zu werden, die sich die deutsche Indie-Szene so sehr gewünscht hat: [die] zwar keinen völlig neuen Zugang zur Gitarrenmusik [findet], aber Alternativen zu den Erzählungen der weißen Hetero-Boys, die das Genre lange dominierten.“ (Spiegel Online)[12]

## Diskografie
Alben
- 2017: No Emotions (EP, Sunny Tapes)
- 2019: Power Nap (Album, Power Nap Records)
- 2023: It’s All Happening (Album, Power Nap Records)

Singles
- 2018: Matter of Time
- 2019: In My Head